# Эмбах, Карстен
Ка́рстен Э́мбах (нем. Carsten Embach, 12 октября 1968, Штральзунд) — немецкий бобслеист, выступавший за сборную Германии с середины 1990-х по начало 2000-х годов. Принимал участие в двух зимних Олимпийских играх, выиграл золотую медаль в 2002 году в Солт-Лейк-Сити и в бронзовую в 1994 году в Лиллехаммере.
Кроме того, находясь в составе мужской четвёрки, Эмбах шесть раз становился призёром чемпионатов мира, получил 4 золотых медали (1995, 1997, 2000, 2003), одну серебряную (2001) и одну бронзовую (1996).
Прежде чем стать бобслеистом, Эмбах занимался прыжками в длину. На чемпионате Европы в закрытых помещениях 1990 года занял пятое место, прыгнув на 7,83 метра. Его личный рекорд, 8,01 метра, был поставлен в 1990 году в Потсдаме. Состоит в клубе «ASK Vorwärts Potsdam».